# Salyens
Les Salyens, appelés aussi Salluviens (en latin Salluvii), formaient une confédération localisée dans la majeure partie de la basse-Provence et dont la capitale était Entremont sur l'actuelle commune d'Aix-en-Provence.

## Histoire
Au même titre que les Ligures, on ne sait que peu de choses sur cette alliance politique et de nombreuses théories courent à son sujet.

Les chercheurs modernes, en se basant sur les sites de fouilles et les récits des anciens grecs et romains, qualifient généralement les Salyens, soit de Ligures, soit de Celtes, soit comme une alliance entre peuples celtes et ligures qualifiée de « Celto-Ligures ».
Les sites de fouilles sont nombreux dans la Provence rhodanienne, réputée celtique ou celtisée, alors que dans la Provence orientale, réputée « ligure », les informations manquent de cohésion. Toutefois, pour Florence Verdin, « En dépit de ces constatations, certains traits culturels, liés aux pratiques architecturales ou aux productions de mobilier, semblent réellement propres à chacune de ces zones. ». La bassin d'Aix-en-Provence semble être « une zone de contact ».

## Ethnonymie
Le nom de Salyens est parfois orthographié Salliens.

## Origine ethnique
L'origine des Salyens est variable selon les auteurs, qu'ils soient anciens (grecs et romains), modernes (historien et romancier) et contemporain (historien et archéologue), Provençaux ou Français.
Thèse de l'origine celtique :
Cette approche qualifie généralement les Salyens comme une alliance de peuples Celtes ou Celtes périphériques.
- Dominique Garcia défend la thèse que les Ligures seraient des populations celtes « C’est donc probablement à partir de la deuxième moitié du VIIe s. av. J.-C., lorsque les explorateurs commerçants grecs abordent les côtes du golfe du Lion, que les populations de la Méditerranée nord occidentale seront qualifiées de Ligures tandis que l’espace abordé sera nommé la Celtique. Ce dernier terme sera étendu, petit à petit, à une très grande partie de l’Europe centrale et occidentale. ». Il qualifie d'ailleurs cet espace de « celtique périphérique » et de « Gaule méditerranéenne »[2].
- Dominique Garcia ajoute, en citant Strabon, que « Les anciens Grecs appellent Ligures les Salyens, et Ligurie la région qu’occupent les Massaliètes ; les Grecs postérieurs les nomment Celto-Ligures, et leur attribuent en outre la plaine jusqu’à Luério (le Luberon) et jusqu’au Rhône.» Logiquement, Strabon “actualise” des données plus anciennes. Il nous dit que les Salyens, maintenant reconnus comme tels, étaient anciennement inclus sous l’appellation de “Ligures”, et que c’est le terme de “celto-ligure” qui est utilisé par les Grecs de son temps (Arnaud 2001 ; Bats 2003). La dénomination “celto-ligure” a souvent été interprétée comme une notion de mélange. Cet aspect a fréquemment été exploité par certains auteurs modernes voulant appuyer l’hypothèse que, durant le deuxième âge du Fer, les populations de “souche ligure” ont été enrichies d’importants apports humains et culturels de la part des Celtes dits historiques. Or, il semble en l’occurrence, et sans en faire une règle absolue, qu’ici le premier élément du nom a valeur d’un adjectif, le second d’un substantif qui seul désignerait l’origine ethnique. Les Celto-Ligures seraient donc les Ligures de la Celtique. »[3].

Thèse de l'origine non celtique (non gauloise) :
Cette approche qualifie généralement les Salyens comme une alliance de peuples Ligures non considérés comme gaulois, ni comme appartenant à la Gaule celtique. Selon les auteurs, les propos varient et les Ligures de Provence, dont les Salyens peuvent être considérés comme des peuples non indo-européens ou pré-celtique qui ont été celtisé ou simplement comme des peuples à part du monde celtique.
- Pour Joël Schmidt, les Salyens sont un peuple « non gaulois »[4] qui habitaient au sud-est de la Provence dans la vallée de la Durance.

Thèse de l'origine celtique et non celtique :
Cette approche qualifie généralement les Salyens comme une alliance de peuples Celtes ou celtisés (anciennement Ligures) et de peuples Ligures.
- Pour Florence Verdin, « La séparation entre population ligure et population celtisée se situerait par conséquent dans la région du bassin d'Aix. On retrouve ainsi la bipartition [architecture, matériaux, etc.] déjà mise en évidence précédemment. C'est cette situation linguistique et culturelle complexe que semblent refléter les témoignages des auteurs antiques qui qualifient les Salyens tantôt de Ligures, tantôt de Celtes ou de Celto-Ligures (Barruol 1969). Cette apparente confusion reflète sans doute la mobilité des différents groupes humains dont il convient de mieux définir l'emprise géographique. Plusieurs éléments permettent de localiser assez précisément le territoire des Salyens. Dans le passage où Strabon aborde l'appartenance ethnique de ceux-ci (IV, 6, 3), il est dit que les Salyens ligures, dont parlent les anciens auteurs, habitent la région occupée par les Marseillais alors que les Salyens celto-ligures, mentionnés par les auteurs les plus récents, possèdent "en plus" la région des plaines situées entre le Rhône et le Luberon. Dans le même passage, Strabon précise que « les Salyens habitent l'arrière du littoral d'Antibes jusqu'à Marseille et même un peu au-delà ». Il semblerait que l'auteur témoigne là, de façon confuse, d'une extension progressive du territoire des Salyens. À l'origine, ce peuple de souche ligure occupait l'arrière-pays d'Antibes jusqu'aux environs de Marseille, puis - au IIe s. av. J.-C. ? -, il se serait étendu vers l'ouest et vers le nord, jusqu'au Rhône mentionné auparavant comme limite (IV, 1 , 11), englobant des peuplades celtisées de Provence occidentale. »[5].

Florence Verdin dit cependant qu'il existe une proximité entre les peuples du nord et du sud de la Gaule : « Les recherches archéologiques de ces vingt dernières années ont, au contraire, insisté sur la parenté des sociétés indigènes de l'ensemble du Midi de la Gaule, quitte à les opposer de façon un peu artificielle à celles de Gaule intérieure. Or, la multiplication des études micro-régionales amène à nuancer ce point de vue en démontrant d'une part, l'existence d'affinités évidentes entre "Gaulois du Midi" et "Gaulois du Nord", d'autre part, en mettant progressivement en évidence des faciès culturels beaucoup plus variés au sein de chaque région. ».

Jean-Louis Brunaux fait quelques remarques sur les Ligures dans son livre « Les Celtes : l'histoire d'un mythe » :
- « On prend conscience, quand on constate que des néologismes ambigus se répandent un ou deux siècles avant notre ère : Celtibères, Celtoligures, Gallo-Grèce. Il semble que ces appellations mixtes répondent à un besoin d'explication ethnographique qu'elles ne parviennent cependant pas à satisfaire. Qui étaient ces populations souvent situées en marge, à des confins territoriaux ? se demandent les historiens et géographes grecs. Ce sont, répondent-ils, à la fois des Celtes et des Ibères, des Celtes et des Ligures, des Galates et des Grecs. Mais alors que signifie ce "à la fois" ? Qu'est-ce qui lie ces grands ensembles ethniques parfois différents ? La réponse n'est jamais données parce qu'elle obligerait les utilisateurs de ces formules passe-partout à revenir sur les notions de Celtes, d'Ibères, et de Ligures et révélerait leur faiblesse en termes d'analyse ethnographique. ».
- « À l'Est, la situation était plus confuse encore : le Rhône avait longtemps séparé les Celtes des Ligures, mais des peuples étaient passés à l'Ouest, et d'autres, tels les Salyens d'Aix-en-Provence, étaient seulement dits « celto-ligures ». Et, si l'on allait par là, on se rendait compte que les Pyrénées ne formaient pas la frontière que l'on répétait de façon un peu automatique : au sud des Pyrénées des Celtes avaient pénétré dans la péninsule ibérique mais n'avaient pu, comme leurs congénères en Cisalpine, établir un territoire celtique ; là encore, ces populations étaient qualifiées probablement d'une appellation mixte, celtibères. ».

## Expansion géographique

Carte des tribus de Provence.

Le territoire des Salyens correspond généralement aux départements des Bouches-du-Rhône, du Vaucluse, du Var, des Alpes-Maritimes et des Alpes-de-Haute-Provence à la fin de la protohistoire.
La confédération comprend entre autres, les Ségobriges, les Avatiques, les Tricoriens, les Anatilii. Selon Étienne Garcin, leur territoire s'étendait d'Arles à Marseille et avait pour capitale Entremont qui est proche de l'actuel Aix-en-Provence.
Cette « alliance » comprenait les Ligures établis entre le fleuve Var, le Luberon et le Rhône. Elle constituait vraisemblablement l'entité la plus importante de Provence au IIe siècle av. J.-C., jusqu'à la conquête romaine de la Narbonnaise (vers 120 av. J.-C.).
- Vallée de l'Arc
  - Baou de l'Agache à Belcodène ;
  - Entremont, « ville » (?) des Salyens (commune d'Aix-en-Provence) ;
  - Pain de munition à Pourrières ;
  - Roquepertuse, sur la commune de Velaux (site traditionnellement associé à un sanctuaire) ;
  - Oppidum du Mont Olympe, à Trets où « le site a été occupé au premier âge du Fer (céramique grise monochrome, amphore massaliète) et au deuxième âge du Fer (campanienne A, amphore italique) »[7] ;
  - Oppidum des Tritolii, sur la commune de Lambesc (oppidum, établissement de plaines, lieux de cultes).
  - Oppidum dit « Camp de Marius », sur la commune de Ventabren, au-dessus de l'aqueduc de Roquefavour
- Alpilles
  - Glanum ou Glanon, « ville » des Glaniques (commune de Saint-Rémy-de-Provence).
- Arrière-pays de Marseille
- Oppidum de la Cloche (commune des Pennes-Mirabeau) ;
- Oppidum du Baou roux (commune de Bouc-Bel-Air).
- Oppidum de la Test de L'Ost
- Pourtour de l'étang de Berre
  - Martigues (quartier de l'île), « ville » des Avatiques ;
  - Habitat protohistorique de Saint-Pierre-les-Martigues ;
  - Marignane, habitat protohistorique de Notre-Dame-de-Pitié ;
  - Habitat protohistorique de l'Arquet ;
  - Habitat protohistorique de Tamaris ;
  - Oppidum de Saint-Blaise (commune de Saint-Mitre-les-Remparts) ;
  - Site de Constantine (commune de Lançon-Provence).
- Vallée du Verdon et haute Provence
- Riez, « ville » des Riei (Alpes-de-Haute-Provence).
- Ouest varois
  - Oppidum de la Courtine (Ollioules) ;
  - Oppidum du Gaou (Sanary-sur-Mer).

## Histoire

### Formation de la confédération salyenne
La confédération des Salyens ne se forma probablement qu'à la fin du IIIe siècle av. J.-C., à partir de la réunion des « Celto-Ligures » de Provence autour de centres proto-urbains, placés sous le contrôle soit d'une aristocratie mêlée, soit d'aristocratie préexistante juxtaposée dont le pouvoir s'était renforcé et concentré. Auparavant, les Ligures étaient les seuls habitants indo-européens au sud des Alpes et ses rivages méditerranéens.[réf. nécessaire] La puissance ligure qui contrôle le passage des Alpes méridionales et engendre parfois une piraterie maritime est connue dès le Ve siècle av. J.-C.
L'arrivée de peuplades gauloises peu nombreuses et éparses entre -900 et -500, et surtout dans la vallée du Rhône, a donné naissance à une civilisation celto-ligure, dont les Salyens sont une émanation. Pour expliquer cette évolution, plusieurs hypothèses ont été formulées, parmi lesquelles il faut citer celle d'un effet des tensions causées par la pression de Massalia, l'antique Marseille.
Les voisins les plus proches des Salyens, en effet, étaient les Massaliotes de la cité phocéenne de Massalia au sud (les Cavares et les Albiques occupaient quant à eux les territoires situés au nord des Salyens).

#### L'hypothèse de la «confédération» salyenne remise en cause
Pour Patrick Thollard, il est probable que les Salyens n'ont jamais formé de confédération ou de fédération, mais faisaient partie d'un seul et même peuple. Il avance notamment comme idées que certains auteurs modernes et contemporains ont confondu des noms de peuples avec des noms d'agglomération.
D'après lui :
« Deux idées en ressortent cependant. D’abord celle d’une « confédération », la notion hésitant entre l’acception politique, militaire et territoriale. En second lieu, celle d’une extension territoriale, vers l’ouest et le nord, à partir d’une zone originelle située à l’est de Marseille, au point qu’on a pu parler de Salyens « occidentaux » s’opposant à des « Salyens ligures », à l’est. ».
Thollard pense que l'idée d'une « confédération Salyenne » repose sur des « bases extrêmement ténues ». Il critique cette idée que défend Guy Barruol en parlant de «« nécessités du voisinage » amenant les différents peuples à l’origine « autonomes maîtres d’un territoire délimité » à se « grouper dans des alliances défensives et économiques puis dans de véritables fédérations politiques »». 
 La notion de « confédération », pour Thollard, provient de la « confrontation entre le texte de Strabon et celui de Pline (et, dans une moindre mesure, celui de Ptolémée)». En effet, Strabon ne mentionne que les Salyens dans l'espace de la Celto-ligye alors que Pline, plus tard, en citera une dizaine à une quinzaine selon les chercheurs modernes. Il présente aussi que la principale difficulté des chercheurs sur cette « confédération » consiste à savoir si elle revêt « un sens militaire et un sens politique ».
Florence Verdin envisage les Salyens comme une organisation plutôt militaire. Guy Barruol y croit également et précise que cette alliance « lèveraient une armée organisée en dix corps » d'après Patrick Thollard. À l'inverse, François Lasserre, Stefan Radt et Michel Bats s'orientent vers une organisation politique où les « Celtoligyens seraient divisés en dix districts, à partir desquels ils lèveraient une armée ». 

Patrick Thollard reprécise le risque que l'idée d'une « confédération salyenne » pan-provençale (« élargie » que défend Barruol) ou limitée aux Salyens « occidentaux » (rhodaniens) que défend Bats, « reste une entreprise extrêmement périlleuse puisqu’elle oblige à recourir à Pline et Ptolémée. ». 

Il note que Guy Barruol classe « parmi les peuples de la confédération salyenne tous les peuples cités par Pline dans les limites géographiques considérées sans faire la différence entre l’exposé géographique et la liste administrative ni tenir compte des contradictions possibles. ».
De ce fait, la distinction entre le peuple des Salyens, qui « occupe une place prépondérante » d'après Barruol, et l'espace délimité de la confédération salyenne entraîne selon Thollard « des difficultés insurmontables ». 

Alors que Strabon définit les Salyens comme celtiques et les ligures comme non celtiques, Pline va mentionner les Salyens sous la forme de Salui au début de la description d'Italie. Mais pour ce dernier, les Salyens, les Déciates et les Oxybiens sont classés parmi les ligures dont les Salyens font objet de l'un des peuples les plus illustres de ce que dit Thollard. Patrick Thollard trouve étrange qu'en outre, « les Salyens n’apparaissent pas dans l’exposé géographique de la Narbonnaise, alors que figurent les deux autres peuples Ligures cités par Pline, les Deciates et les Oxubii. On les retrouve, allusivement, dans la liste des oppida latina (l’exposé administratif), sous la forme Salluvii, avec la mention d’Aquae Sextiae Salluviorum. ». De ce fait, il se pose plusieurs questions quant à la situation :

- « Est-on sûr que les deux noms désignent le même peuple dans l’esprit de Pline puisque l’un (Salluuiorum) est en Narbonnaise et l’autre (Salui), en Italie ? » ;
- « Comment comprendre la disparition, chez Pline, d’un peuple censé avoir été à la tête de la plus puissante confédération de Gaule méridionale ? ».
- « pourquoi, dans ce cas, les Cavares et les Voconces (pour ne rien dire des Allobroges), eux aussi supposés avoir constitué de grandes confédérations à l’époque pré-romaine, figurent-ils en bonne place dans la présentation géographique (et dans l’exposé administratif) de la Narbonnaise ? ».

Patrick Thollard conclu sur deux points rejetant l'admission d'une « confédération salyenne ».
- « En outre, la reconstitution de la confédération salyenne à partir de Pline et Ptolémée oblige G. Barruol à y faire figurer les Oxubii, les Ligauni ou les Déciates, des peuples considérés par Strabon comme Ligyens donc bien distincts des Salyens. Qu’une telle attribution n’ait pas paru contradictoire se comprend. La thèse, admise à l’époque où écrivait G. Barruol, était que les Salyens étaient des Ligyens (ou Ligures) et formaient le peuplement autochtone de tout l’arrière-pays marseillais avant que des groupes de Celtes, à la suite de migrations, ne viennent s’installer parmi eux, donnant ainsi naissance à un peuplement mixte qualifié de celto-ligure, occupant toute la région Rhône-Pô. Il faut donc abandonner l’idée d’une vaste confédération salyenne.
- « En défendant l’idée d’une confédération plus limitée, restreinte aux « régions des plaines » bordant le Rhône, M. Bats échappe en grande partie aux difficultés précédentes. Mais il est contraint, pour retrouver les dix districts mentionnés par Strabon, de puiser à la fois chez Pline et chez Ptolémée, en mélangeant données géographiques et données administratives et sans faire la distinction entre villes et peuples. Il est donc amené à reconstituer, pour l’époque de l’indépendance, autant de territoires qu’il y a de noms d’agglomérations citées par Ptolémée et à piocher ensuite dans la liste de Pline pour compléter. La position, là non plus, n’est guère tenable. »

L'élaboration de la notion de « confédération salyenne » résulte, d'après lui, de la conjonction de trois éléments :
- « la prise en compte d’une situation historique fondée sur des a priori ou des postulats (l’antériorité du peuplement ligure/ligyen doté d’une culture propre, les migrations celtiques qui imposent un nouvel ordre politique aux populations autocthones) » ;
- « une lecture déformée ou sur interprétée du texte de Strabon (la dispersion des informations sur les Salyens dans le livre IV, la digression de IV, 6, 3) » ;
- « la volonté de faire coïncider à toutes forces entre elles les sources littéraires antiques (en particulier Strabon, Pline et Ptolémée) alors que celles-ci renvoient à des réalités de nature et d’époque différentes. On ne peut qu’être réservé quant à sa réalité historique».

Concernant la question de l'extension territoriale, Patrick Thollard explique que Strabon cite trois états des Salyens/Ligyens (qui pour Strabon ne font qu'un) à savoir « un état ancien où les Salyens ne sont pas reconnus et sont sans territoire propre », « un état plus récent où ils sont appelés Celtoligyens et occupent la zone de plaines comprise entre le Rhône et la Durance à l’ouest de Marseille », « l’époque contemporaine de Strabon (de son point de vue mais par forcément du nôtre) où les Salyens sont reconnus comme tels et occupent non seulement les plaines à l’est du Rhône, mais aussi le littoral et une partie des Alpes entre Marseille et le Var ».
De ces états, Patrick Thollard propose deux possibilités :
- « Un : si extension territoriale il y a, elle s’est faite en sens inverse de ce qu’on présente d’habitude : de l’ouest vers l’est, aux dépens des Ligyens et du territoire originel de ces derniers. Au reste, il n’y a rien que de logique dans tout cela. Si on suppose que l’émergence des Salyens, dans l’historiographie antique, est liée à la reconnaissance progressive de leur « celticité », donc de leur différence par rapport aux Ligyens, il est normal qu’on ait commencé à identifier ceux des bords du Rhône où ce degré de « celtisation » était plus évident avant de l’attribuer à ceux de l’arrière-pays marseillais et du Var. ».
- « Deux : la dénomination de Salyens est relativement récente. À quand en faire remonter l’apparition dans la géographie et l’histoire ? Strabon fournit un terminus juste après. Le passage sur les dénominations antérieures et la mention des Celtoligyens qu’on vient de commenter constitue une de ces digressions typiques de Strabon. Celle-ci terminée, le géographe reprend le fil de son exposé et la description des Salyens interrompue quelques lignes plus haut. Il signale que ce furent les premiers des Celtes transalpins que les Romains vainquirent. La mention des Ligyens présentés juste après comme ennemi commun des Romains ôte toute ambiguïté : πρώτουϛ et τούτοιϛ désignent bien les Salyens. La référence à la libération de la route côtière par Sextius Calvinus « au bout de quatre vingts ans de guerre » fait remonter la reconnaissance des Salyens en tant que tels au tout début du II e s. av. J.-C., au plus tard. On songe évidemment à la seconde guerre punique. ».

### Rivalité avec les Massaliotes
Selon Florence Verdin, les relations privilégiées de Marseille avec les peuples de l'intérieur de la Gaule celtique et ses traditions visant à ne pas se mêler aux peuples indigènes ont peut-être conduit au développement de rivalités avec Massalia : « Les grandes agglomérations d'Aix et Arles sont le moteur de ce processus évolutif. On sait Marseille attachée à ses traditions et peu encline à entretenir des relations avec les barbares qui l'entourent et risquent de corrompre sa culture. Cette attitude a dû largement contribuer à isoler les populations indigènes mitoyennes avec lesquelles elle n'avait que des contacts commerciaux, et encore par l'intermédiaire de quelques relais. ».
La confédération salyenne s'avéra être un voisin « encombrant » pour les Massaliotes : ceux-ci avaient par ailleurs fondé plusieurs établissements sur le territoire provençal, ce qui avait provoqué de nombreuses tensions économiques et sans doute culturelles, dont rendent compte les auteurs antiques (notamment Tite-Live et Strabon).[réf. nécessaire]
Dans un premier temps, de telles tensions avec les indigènes avaient entraîné plusieurs interventions militaires des Grecs dans l'arrière-pays marseillais : celles-ci sont attestées par l'archéologie, notamment à travers la destruction violente de sites comme l'oppidum de l'Arquet.[réf. nécessaire]
En tous cas, à partir de -181, Massalia, cité grecque entravée dans ses activités commerçantes, commença à faire appel à d'autres peuples celtes ou celto-ligures, en plus des cités phocéennes ou des autres cités alliées comme Rome, pour l'aider à mettre fin aux pillages des indigènes celto-ligures alliés des Salyens et à défendre ses colonies.[réf. nécessaire]

### Guerre avec Rome et disparition de la confédération salyenne
Mais le véritable appel à l'aide massaliote n'est entendu que sous le consulat de Caius Sextius Calvinus, la présence romaine s'établit durablement en Provence et met fin à l'indépendance des Salyens. La confédération disparaît, en effet, sous les coups des légions romaines du consul en -125. Sextius Calvinus nommé proconsul poursuit la pacification et établit une garnison en -123 à Aquæ Sextiæ, devenue aujourd'hui Aix-en-Provence. Les Salyens trop remuants sont les « premières victimes » de la conquête romaine.[réf. nécessaire]
Après la prise d'Entremont, en -123, la « ville » des Salyens fut vraisemblablement reconstruite et occupée pendant quelques dizaines d'années.[réf. nécessaire]
Le proconsul Sextius fonda la ville d'Aix-en-Provence en 122 av. J.-C., précisément là où il avait établi une garnison, au pied de la place-forte salyenne et à proximité de plusieurs sources d'eau chaude.
Le site d'Entremont fut encore abandonné au profit de la plaine à la suite d'une nouvelle destruction violente, survenue entre -110 et -90 ; celle-ci marqua le terminus postquem du site.[réf. nécessaire]
Les Salyens s'installent rapidement à Aquæ Sextiæ (Aix-en-Provence) après leur défaite contre la 3e armée romaine de conquête, celle de Caius Sextius Calvinius en 122 av. J.-C. et la fondation des « Eaux de Sextius », du nom de leur général, dans la plaine en contrebas. C'est à cette époque que l'oppidum fortifié de vingt tours de pierre est abandonné.[réf. nécessaire]
Strabon, vers l'an 15, évoque le peuple salyen : « Avançons-nous donc à partir de Massilia dans le pays compris entre les Alpes et le Rhône. Nous y trouvons d’abord les Salyens dont le territoire mesure 500 stades (soit 80 km) jusqu’au Druentias (Durance). Puis par le bac nous passons à Cavaillon et là nous mettons le pied sur le territoire des Cavares ».

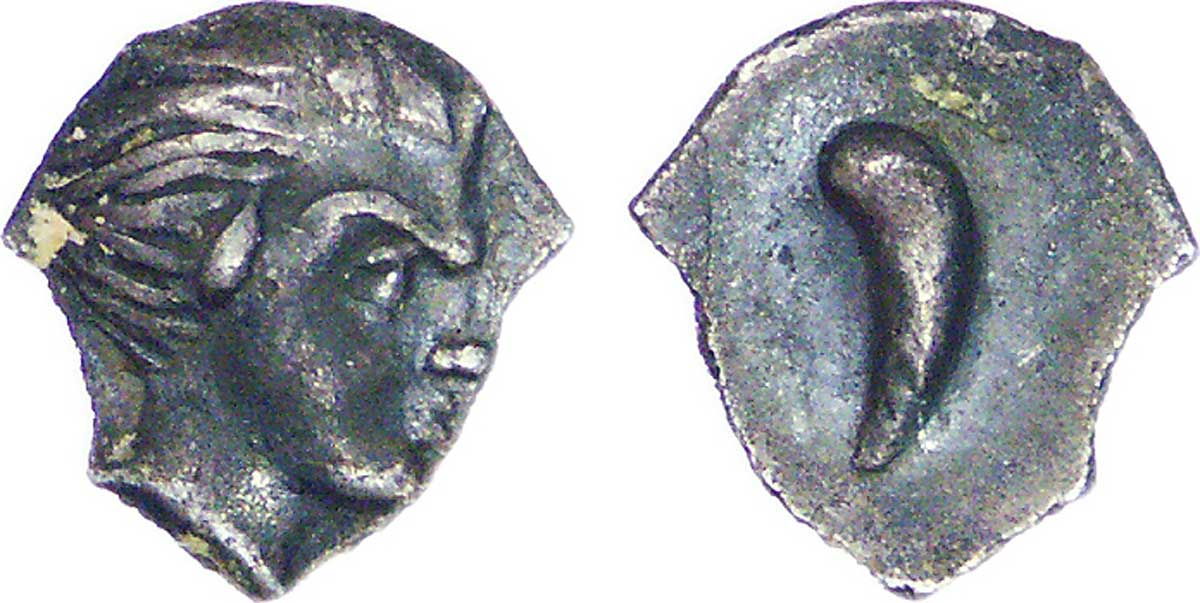
Hémiobole à la tête de satyre et à la corne
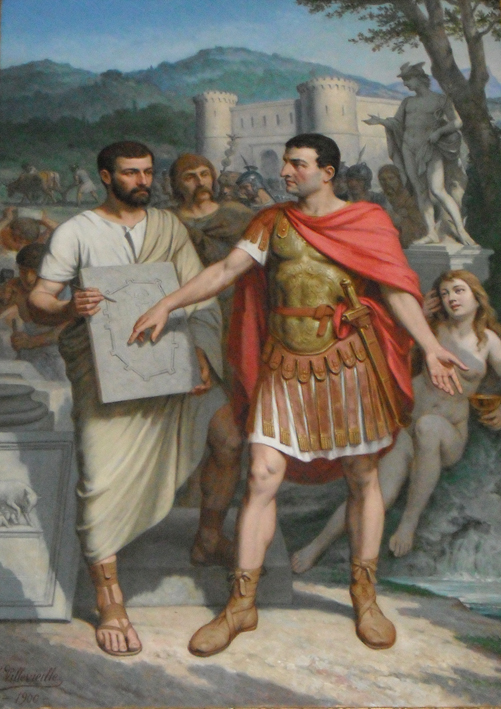
Fondation d'Aix par Sextius Calvinus (Joseph Villevieille, 1900).

## Société

### Entremont, capitale salyenne
La « capitale », ou « ville » principale des Salyens était l'oppidum d'Entremont. Cette capitale est passée de 2 000 habitants en 190 av. J.-C. à environ 8 000 habitants vers 120 av. J.-C. Le site est passé de 1 à 5 ha avec des maisons de plus en plus grandes et confortables à deux niveaux pour certaines. Cette capitale ligure est située à 369 mètres d'altitude sur la bordure méridionale du plateau qui domine Aix-en-Provence au nord et s'incline en pente douce jusqu'à la vallée de la Durance.
Fouillée à plusieurs reprises depuis 1946, la place fortifiée ou « oppidum d'Entremont » — dont le nom actuel est médiéval (du latin Intermontes) — a dévoilé de nombreux témoignages de la culture aristocratique des Salyens, mais aussi de leur économie et de leur organisation : fours où plus de 100 kg de plomb fondu ont été trouvés, plusieurs huileries et récipients à olives ont été trouvés ainsi que des voies gauloises très organisées avec des trottoirs.
Ces découvertes ont largement contribué à la redécouverte des habitants du Midi par l'archéologie de 1946 à nos jours.
Parmi les apports d'Entremont à la connaissance de la protohistoire provençale, il faut ainsi citer une statuaire relativement riche, comprenant notamment des « guerriers assis », et en laquelle on a pu voir un culte d'ancêtres héroïsés. Certains blocs de pierre anciens, datant de 700 av. J.-C. ont été trouvés et symbolisaient des « totems de chefs » salyens sculptés de plusieurs têtes.
Des éléments de portiques attestent l'existence d'un culte de la force des guerriers et des chefs à travers les têtes coupées de leurs vaincus, qui recoupe les témoignages écrits de Diodore de Sicile. Enfin, des traces de polychromie, présentes sur la statuaire, furent les premières connues pour le monde celtique.

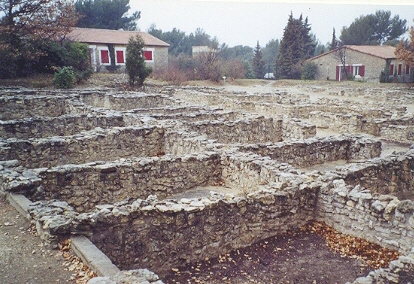
Vestiges de l'oppidum d'Entremont.

### Architecture

#### Fortification
Dans le domaine de l'architecture, Florence Verdin note que « des différences dans les techniques et la mise en œuvre des matériaux sont perceptibles entre Provence orientale et occidentale, tant en ce qui concerne les fortifications que les bâtiments publics. ». 

Elle précise aussi que « l'on rencontre fréquemment, en Provence orientale, des sites protégés par plusieurs lignes de fortifications, parfois concentriques. Les éperons doublement barrés constituent apparemment le seul type présent aussi en Provence occidentale, quoique rare l'oppidum des Caisses de Saint-Jean à Mouriès (Marcadal 1985), Coudounèu à Lançon, au Ve s. av. J.-C. (Verdin 1996-1997), Le Coussoul à Rognac, l'Adaouste à Jouques (Verdin 1995). Les rebords de plateau ou les enceintes de sommet à remparts multiples sont en revanche plus spécifiques de la Provence orientale. ».
La vallée de l'Arc (région d'Aix-en-Provence) connaît une importante concentration d'Oppidum souvent en forme concentrique qui, d'après Florence Verdin, est une « zone qui constitue en fait le prolongement du groupe des enceintes varoises. ». Elle précise aussi que « Dans certains cas, la rareté du mobilier et la faiblesse de l'accumulation stratigraphique ont conduit à douter qu'il s'agisse d'habitats permanents. La topographie, qui offre les mêmes cas de figure dans l'ensemble de la Provence, ne suffit pas à justifier la multiplication de ce genre de sites fortifiés. Il faut sans doute y voir une particularité culturelle ou l'expression d'une fonction spécifique (fortin, abri temporaire...). ». 

À l'inverse, Florence Verdin dit que « La Provence occidentale a développé un autre type de fortification, au cours des IIe et Ier s. av. J.-C. le rempart en grand appareil. Certes, il convient de nuancer cette appellation sous laquelle on regroupe des techniques quelque peu différentes, comme celles des remparts à parements layés de Saint-Biaise et de Glanum, ou du placage de l'enceinte des Tours de Castillon, au Paradou (Tréziny 1990; 1992). ». À Aurons, l'oppidum de Caronte possède également une fortification en grand appareil qui englobe environ 2,5 ha (fig. 5). Elle emploie des blocs parallélépipédiques de calcaire coquillier sciés, qui habillent une structure interne en moellons non taillés. Deux tours quadrangulaires sont visibles. La présence d'un bloc dont la taille a dégagé des décrochements dénote un certain savoir faire dans la technique d'assemblage du mur. Le mobilier ramassé en surface indique une occupation au Ier s. av. J.-C. (Verdin 1995 ; Gateau et al. 1996, 149-150).

#### Bâtiment et élément d'art
Florence Verdin note que « cette pratique de l'architecture monumentale en pierre de taille procède également la construction de bâtiments publics sur plusieurs sites de la même région rhodanienne.
Certaines de ces réalisations s'ancrent dans la tradition indigène, voire celtique, par les techniques utilisées et surtout par l'iconographie qu'elles développent. À Roquepertuse, Entremont, Roquefavour, Glanum, Saint-Biaise, des stèles, piliers et linteaux en pierre, peints, gravés, ornés de têtes coupées, sont souvent réemployés dans des constructions des IIe et Ier s. av. J.-C. Ils traduisent l'existence d'une culture commune gauloise, de même que la statuaire en pierre dont la seule différence réside dans le costume, les personnages portant une tunique courte revêtue d'une chasuble à dos rigide se rencontrent dans les régions de l'étang de Berre et des Alpilles (Glanum , Calissanne, Roquepertuse, Rognac), alors que la cuirasse semble être plutôt l'apanage des statues d' Entremont, La Cloche, Puyloubier, la Courtine et Fox-Amphoux (Arcelin et al. 1992, 221-223). ».
Elle précise que progressivement, la Provence occidentale, contrairement à celle orientale, va être l'espace qui va être le premier à se faire helléniser puis romaniser, à l'image de l'ancienne cité celto-ligure de Glanum : « Glanum reste le site qui a livré le plus grand nombre de ces éléments d'architecture "importée". ». 

Cette évolution est liée au développement de Marseille qui va permettre de développer le commerce entre l'intérieur de la Gaule et les territoires méditerranéens : « Par le biais de ces contacts économiques, les sociétés indigènes rhodaniennes évoluent. ». Quant à la Provence orientale, Florence Verdin argumente que cette partie s'est moins développée car malgré sa proximité, en comparaison du centre de la Gaule, elle présente une situation « plus difficile d'accès et ne débouchant que sur des zones montagneuses économiquement peu intéressantes. ». Ce sont donc les intérêts économiques de Marseille en direction du centre de la Gaule qui a participé à l'évolution de la société de la Provence occidentale. 

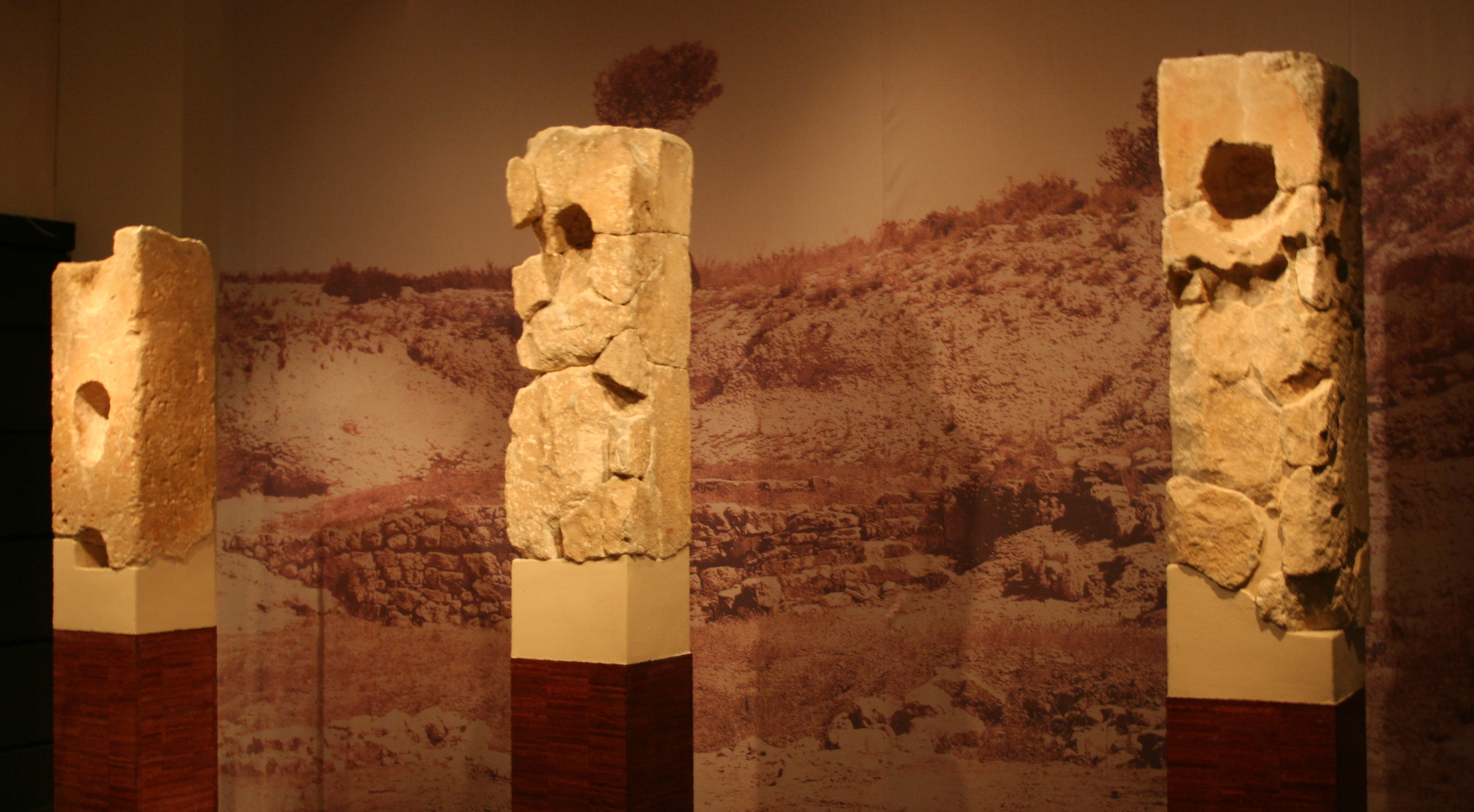
Les piliers du portique, avec des alvéoles creusés servant à recevoir des crânes. IIIe – IIe siècles av. J.-C. Musée d'archéologie méditerranéenne à Marseille.

### Funéraire
D'après Florence Verdin, « Les sépultures, quasiment inconnues entre le milieu du VIe s. et la fin du IIe s. av. J.-C., redeviennent perceptibles grâce à leur architecture et au mobilier qu'elles contiennent. Dans la région des Alpilles, les tombes sont fréquemment construites en coffres de dalles ou en maçonnerie de pierres liées à la terre (Glanum , Les Baux, Mouriès, Eyguières). Certaines sont accompagnées de stèles, anépigraphes ou portant des inscriptions gallo-grecques. La région de Coudoux et Ventabren a révélé la présence de vestiges funéraires appartenant sans doute à une ou plusieurs nécropoles (Lejeune 1977). L'unique tombe attestée se trouvait au quartier des Bons-Fils et les trois autres points de découverte se résument à des cippes trouvés hors contexte. Les inscriptions portent des noms celtiques, transcrits en caractères grecs ou latins. Ces vestiges sont comparables à ceux de la zone des Alpilles mais représentent les témoignages les plus orientaux de ce type de pratiques funéraires, dont l'existence dans la seule partie occidentale du département des Bouches-du-Rhône atteste une évolution sociale différente. ».

### Langue
La langue des Salyens, probablement l'ancien ligure, ne possède pas d'écriture qui lui est propre. On ne connait de cette langue que des traces dans les noms de lieux en Provence, Ligurie et Piémont, notamment tous ceux en -sk- (Manosque, Flayosc, Gréasque...).

Florence Verdin explique toutefois qu'en Provence rhodanienne on parlait le celte et en Provence orientale probablement le ligure : « L'inventaire des inscriptions gallo-grecques, en particulier, montre que la langue celte est parlée dans la basse vallée du Rhône, à la fois en Languedoc oriental et en Provence occidentale (Lejeune 1985). En Languedoc occidental, on parle et on écrit l'ibère, tandis que la Provence orientale ne livre aucune inscription, probablement parce que la langue ligure (non indo-européenne) n'a jamais fait l'objet d'une adaptation écrite (Bats 1988). ».

## Note
1. 1 2 3  Verdin 1998, p. 27.
2. ↑  Dominique Garcia, Les Celtes de Gaule méditerranéenne. Définition et
caractérisation., p.73, https://halshs.archives-ouvertes.fr/halshs-00102133/document
3. ↑  Dominique Garcia, Les Celtes de Gaule méditerranéenne. Définition et caractérisation., p.70, https://halshs.archives-ouvertes.fr/halshs-00102133/document
4. ↑  Joël Schmidt, Les Gaulois contre les Romains, 2004, p. 136.
5. ↑  Verdin 1998, p. 33-34.
6. ↑  Étienne Garcin, Dictionnaire historique et topographique de la Provence ancienne, p. 421.
7. ↑  Verdin 1998, p. 28.
8. ↑  Histoire d'une ville. Aix-en-Provence, Scéren, CRDP de l'académie d'Aix-Marseille, Marseille, 2008, p. 20.
9. 1 2 3 4  Verdin 1998, p. 33.
10. ↑  Nom des habitants grecs de Marseille (Massalia), fondation phocéenne en -560.
11. ↑  Probablement une autre fédération de peuples gaulois établie dans la plaine de la Durance ; elle a donné son nom à Cavaillon.
12. ↑  Une fédération de peuples établie dans le pays d'Apt (nord-Luberon) qui a donné son nom au plateau d'Albion.
13. 1 2 3  Patrick Thollard, La Gaule selon Strabon : du texte à l'archéologie, Chapitre IV. Identités ethniques et réalités culturelles : les Ligyens et les Salyens
14. ↑  Verdin 1998.
15. ↑  Le nom français d'Aix-en-Provence vient du latin Aquæ Sextiæ, présent sur une dédicace Aquæ Sextiæ Salluviorum : cette inscription est la principale « preuve » qui permet d'associer Entremont à la « ville » des Salyens mentionnée par les auteurs antiques.
16. ↑  Cf. Géographie, livre IV §11.
17. ↑  Verdin 1998, p. 28-29.
18. ↑  Verdin 1998, p. 29.
19. ↑  Verdin 1998, p. 29-31.
20. ↑  Verdin 1998, p. 31.